# Tralomethrin
Tralomethrin ist ein Gemisch mehrerer isomerer chemischer Verbindungen aus der Gruppe der Pyrethroide.

## Gewinnung und Darstellung
Tralomethrin kann durch Reaktion von Methylchrysanthemat mit Ozon, Tetrabromkohlenstoff, Brom und Phenoxycyanobenzylalkohol gewonnen werden.

## Eigenschaften
Tralomethrin ist ein weißlicher Feststoff, der praktisch unlöslich in Wasser ist. Es wird innerhalb einiger Tage durch Photolyse oder metabolisch zu Deltamethrin umgewandelt.

### Stereochemie
Tralomethrin ist eine chirale Verbindung, die vier asymmetrisch substituierte Kohlenstoffatome (Stereozentren) enthält. Wenn keine aufwändigen Synthesestrategien oder Trenntechniken (Diastereomerentrennung, Racematspaltung) verwendet werden, liegt die Verbindung als Mischung der unterschiedlichen Isomere vor (Racemat).

## Verwendung
Tralomethrin wird als Insektizid verwendet. Es wird zur Bekämpfung einer Reihe von Insekten, insbesondere Lepidoptera, bei Getreide, Kaffee, Baumwolle, Obst, Mais, Raps, Reis, Tabak und Gemüse verwendet und ist auch für den Holzschutz wirksam.

## Zulassung
Tralomethrin ist nicht auf der Liste der in der Europäischen Union zulässigen Pflanzenschutzmittel-Wirkstoffe enthalten. In Deutschland, Österreich und der Schweiz sind keine Pflanzenschutzmittel mit diesem Wirkstoff zugelassen.

## Externe Links zu erwähnten Verbindungen
1. ↑  Externe Identifikatoren von bzw. Datenbank-Links zu Methylchrysanthemat:  CAS-Nr.: 5460-63-9, PubChem: 91127, Wikidata: Q82952919.